# Gola di Sant'Eustachio, Monte d'Aria e Monte Letegge
Gola di Sant'Eustachio, Monte d'Aria e Monte Letegge este o arie protejată (arie de protecție specială avifaunistică — SPA) din Italia întinsă pe o suprafață de 2.936 ha, integral pe uscat.

## Localizare
Centrul sitului Gola di Sant'Eustachio, Monte d'Aria e Monte Letegge este situat la coordonatele 43°09′48″N 13°08′55″E / 43.163252°N 13.148734°E.

## Înființare
Situl Gola di Sant'Eustachio, Monte d'Aria e Monte Letegge a fost declarat arie de protecție specială avifaunistică în martie 2003 pentru a proteja 16 specii de animale.

## Biodiversitate
Situată în ecoregiunea continentală, aria protejată conține 11 habitate naturale: Păduri de Quercus ilex și Quercus rotundifolia, Izvoare petrifiante cu formare de travertin (Cratoneurion), Formațiuni de Juniperus communis pe lande sau pajiști calcaroase, Peșteri inaccesibile publicului, Pante stâncoase calcaroase cu vegetație casmofită, Pajiști uscate seminaturale și facies de acoperire cu tufișuri pe substraturi calcaroase (Festuco-Brometalia) (* situri importante pentru orhidee), Liziere de ierburi înalte hidrofile de câmpie și de nivel montan până la alpin, Păduri de stejar alb estice, Pseudostepă cu ierburi și specii anuale de Thero-Brachypodietea, Galerii de Salix alba și de Populus alba, Pajiști carstice calcaroase sau bazofile, de Alysso-Sedion albi.
La baza desemnării sitului se află mai multe specii protejate de  păsări (16): uliu păsărar (Accipiter nisus), fâsă-de-câmp (Anthus campestris), acvilă de munte (Aquila chrysaetos), șorecarul comun (Buteo buteo), ciocârlie-cu-degete-scurte (Calandrella brachydactyla), caprimulg (Caprimulgus europaeus), șerpar (Circaetus gallicus), erete cenușiu (Circus pygargus), presură de grădină (Emberiza hortulana), Falco biarmicus, șoim călător (Falco peregrinus), șoimul rândunelelor (Falco subbuteo), vânturel roșu (Falco tinnunculus), sfrâncioc roșiatic (Lanius collurio), ciocârlie de pădure (Lullula arborea), viespar (Pernis apivorus).
Pe lângă speciile protejate, pe teritoriul sitului au mai fost identificate 1 specie de păsări.